# V Columbae
V Columbae är en pulserande variabel av Mira Ceti-typ i stjärnbilden Duvan.
Stjärnan varierar i visuell magnitud från 10,2 till lägre än 15,0 med en period av 306 dygn.